# Алпаткин, Михаил Савельевич
Михаил Савельевич Алпаткин — советский хозяйственный, государственный и политический деятель, Герой Социалистического Труда.

## Биография
Родился в 1934 году в деревне Колосово. Член КПСС.
С 1952 года — на хозяйственной, общественной и политической работе. В 1952—1991 гг. — в московских строительных частях в Советской Армии, маляр-отделочник шестого разряда, вальцовщик Кольчугинского завода по обработке цветных металлов имени Серго Орджоникидзе Министерства цветной металлургии СССР.
За существенное повышение металлургического производства на основе досрочного освоения производственных мощностей, внедрения новой техники и передовой технологии и инициативу в развитии соревнования за изыскание и более полное использование резервов на каждом рабочем месте в составе коллектива был удостоен Государственной премии СССР за выдающиеся достижения в труде в 1977 году.
Указом Президиума Верховного Совета СССР от 2 марта 1981 года присвоено звание Героя Социалистического Труда с вручением ордена Ленина и золотой медали «Серп и Молот».
Избирался депутатом Верховного Совета РСФСР 10-го созыва.
Умер в Кольчугине в 2009 году.